# 日本反戦学生同盟
日本反戦学生同盟（にほんはんせんがくせいどうめい、略称：反戦学同、反学同、通称：AG、アンチ・ゲール）は1950年に結成された日本の新左翼系の学生組織の一つ。帝国主義戦争反対を掲げた。1958年に発展的に解消して社会主義学生同盟（社学同）となり、更に共産主義者同盟（ブント）の学生組織となった。機関紙は『反戦旗情報』。

## 用語
通称の「AG」（アンチ・ゲール）は、「フランス語: Anti-Guerre」（非戦、反戦）より。

## 歴史
1950年、日本共産党はコミンフォルムからの批判を受けて所感派と国際派に内部分裂し、また連合国軍最高司令官総司令部(GHQ)によるレッドパージも進められた。
1950年3月、全日本学生自治会総連合（全学連）の第2回都道府県代表者、新制大学代表者会議で｢反帝平和闘争｣への取り組みが決定され、反帝平和闘争の活動家組織として「日本反戦学生同盟」結成の動きが全国化、同月に九州大学で初の九州大学支部が結成され、1951年5月には東京大学支部結成、6月には第1回全国協議会が開催された。
「日本反戦学生同盟」は「帝国主義戦争反対」を中心綱領とした、個人加盟制の全国的学生組織であった。「帝国主義戦争反対」とは、戦争一般への反対ではなく、階級戦争や民族解放戦争は被支配者の側に立って支持すること含む。この組織は全学連各級組織、各大学・高校・中学の自治会機関と一般学生を結ぶ媒体として、また共産党（国際派）細胞と一般学生を結ぶ媒体として機能し、全員加盟制をとる自治会の組織的弱点をカバーしつつ、一連の闘争を担う活動家組織としての役割を果たした。
1951年後半に日本共産党の国際派が解体した後も、所感派の指導する学生層に対する批判勢力として存続し、1955年の日本共産党第6回全国協議会（六全協）以降は学生運動「復活」の推進者となり、1956年には再結成された（全国委員長 中村光男）。
1958年、反戦学生同盟は社会主義学生同盟（社学同）に発展的に解消し（初代委員長 中村光男）、同年末に共産主義者同盟が結成されると、その下部組織（学生組織）となった。